# ریس ویلیامز (بازیکن فوتبال، زاده ۲۰۰۱)
ریس ویلیامز (به انگلیسی: Rhys Williams) (زادهٔ ۳ فوریه ۲۰۰۱) بازیکن فوتبال اهل انگلستان است که برای باشگاه فوتبال مورکم در پست مدافع بازی می‌کند.